# Zepter Pole Vault Stars 2009
20. Zepter Pole Vault Stars – halowy mityng lekkoatletyczny w skoku o tyczce, który odbył się 15 lutego 2009 w Doniecku (Ukraina).
Podczas zawodów Rosjanka Jelena Isinbajewa dwukrotnie (4,97 i 5,00) poprawiała halowy rekord świata. Brazylijka Fabiana Murer ustanowiła wynikiem 4,81 halowy rekord Ameryki Południowej, a 11. zawodniczka konkursu pań Cathrine Larsåsen uzyskując 4,16 ustanowiła halowy rekord Norwegii.

## Rezultaty
|           | 1. miejsce        | Rezultat | 2. miejsce            | Rezultat | 3. miejsce   | Rezultat |
| Mężczyźni | Steve Hooker      | 5,92     | Jewgienij Łukjanienko | 5,82     | Derek Miles  | 5,72     |
| Kobiety   | Jelena Isinbajewa | 5,00     | Fabiana Murer         | 4,81     | Monika Pyrek | 4,71     |